# Noyant
Noyant is een plaats en voormalige gemeente in het Franse departement Maine-et-Loire in de regio Pays de la Loire. De plaats maakt deel uit van het arrondissement Saumur.

## Geschiedenis
Noyant was de hoofdplaats van het kanton Noyant totdat dit op 22 maart 2015 werd opgeheven en de gemeenten werden opgenomen in het kanton Beaufort-en-Vallée. Op 15 december 2016 werd de gemeente opgeheven en gingen op een na de gemeenten van het voormalige kanton op in de commune nouvelle Noyant-Villages, waarvan Noyant de hoofdplaats werd.

## Geografie
De oppervlakte van Noyant bedraagt 27,3 km², de bevolkingsdichtheid is 69,3 inwoners per km².
De onderstaande kaart toont de ligging van Noyant met de belangrijkste infrastructuur en aangrenzende gemeenten.

## Demografie
Onderstaande figuur toont het verloop van het inwonertal.
Auverse · Breil · Broc · Chalonnes-sous-le-Lude · Chavaignes · Chigné · Dénezé-sous-le-Lude · Genneteil · Linières-Bouton · Lasse · Meigné-le-Vicomte · Méon · Noyant · Parçay-les-Pins